# سارة ماديسون
سارة ماديسون (بالإنجليزية: Sarah Danielle Madison)‏ (و. 1974 – 2014 م) هي ممثلة، وممثلة تلفزيونية، من الولايات المتحدة الأمريكية، ولدت في سبرينج فيلد، إلينوي، توفيت في شيكاغو، عن عمر يناهز 40 عاماً.

## التعليم
تعلمت في كلية أمهرست.

## وصلات خارجية
- سارة ماديسون على موقع IMDb (الإنجليزية)
- سارة ماديسون على موقع ألو سيني (الفرنسية)
- سارة ماديسون على موقع أول موفي (الإنجليزية)
- سارة ماديسون على موقع قاعدة بيانات الأفلام السويدية (السويدية)
- سارة ماديسون على موقع قاعدة بيانات الفيلم (الإنجليزية)
- سارة ماديسون على موقع كينوبويسك (الروسية)